# 슈고 (일본사)
슈고(일본어: 守護)는 일본의 가마쿠라 막부, 무로마치 막부 시대에 세이이타이쇼군에 의해 파견되던 지방관이다. 슈고는 장군에 의해 임명되어 하나 혹은 그 이상의 구니들을 감독했다. 그러나 슈고는 단순히 쇼군에게 봉사하는 지방관으로서 뿐만 아니라, 이들이 관할하는 땅에 대한 소유권을 주장하기 시작했기 때문에 15세기 말에 다이묘에게 자리를 내주게 되었다.

## 개요
슈고는 1185년에 미나모토노 요리토모가 미나모토노 요시쓰네와 미나모토노 유키이에를 체포하려 하면서 일본 전역에 대한 지배권을 강화시킬 필요성을 느낀 데에서 출발한다. 슈고는 점차 교토의 조정에 의해 임명된 고쿠시를 대체하게 되었다. 공식적으로 고케닌은 각 구니의 슈고에게 봉사해야 했으나, 고케닌은 또한 장군의 봉신이기도 했기 때문에 이들의 관계는 모호했다.
슈고는 종종 오랫동안 자신의 영지를 떠나 수도에 머무르기도 했고 어떤 구니에서는 슈고가 동시에 임명되기도 했다. 이러한 경우, 슈고의 권한을 위임받은 슈고다이가 임명되었다.
시간이 흘러서 슈고의 힘은 점차 강해졌다. 오닌의 난 무렵에 슈고 사이의 분쟁은 일상적인 일이 되었다. 어떤 슈고는 슈고대와 같은 부하에게 힘을 빼앗기기도 했고, 또다른 슈고는 자신의 영지에서 힘을 강화시키기도 했다. 이 결과 15세기 말에 센고쿠 시대가 시작될 무렵에는 일본의 지방 권력은 슈고, 슈고다이 등의 봉건 영주들이 나누어 가지게 되었고 이들을 통틀어 다이묘라 부르게 되었다.

## 역사

### 가마쿠라 시대

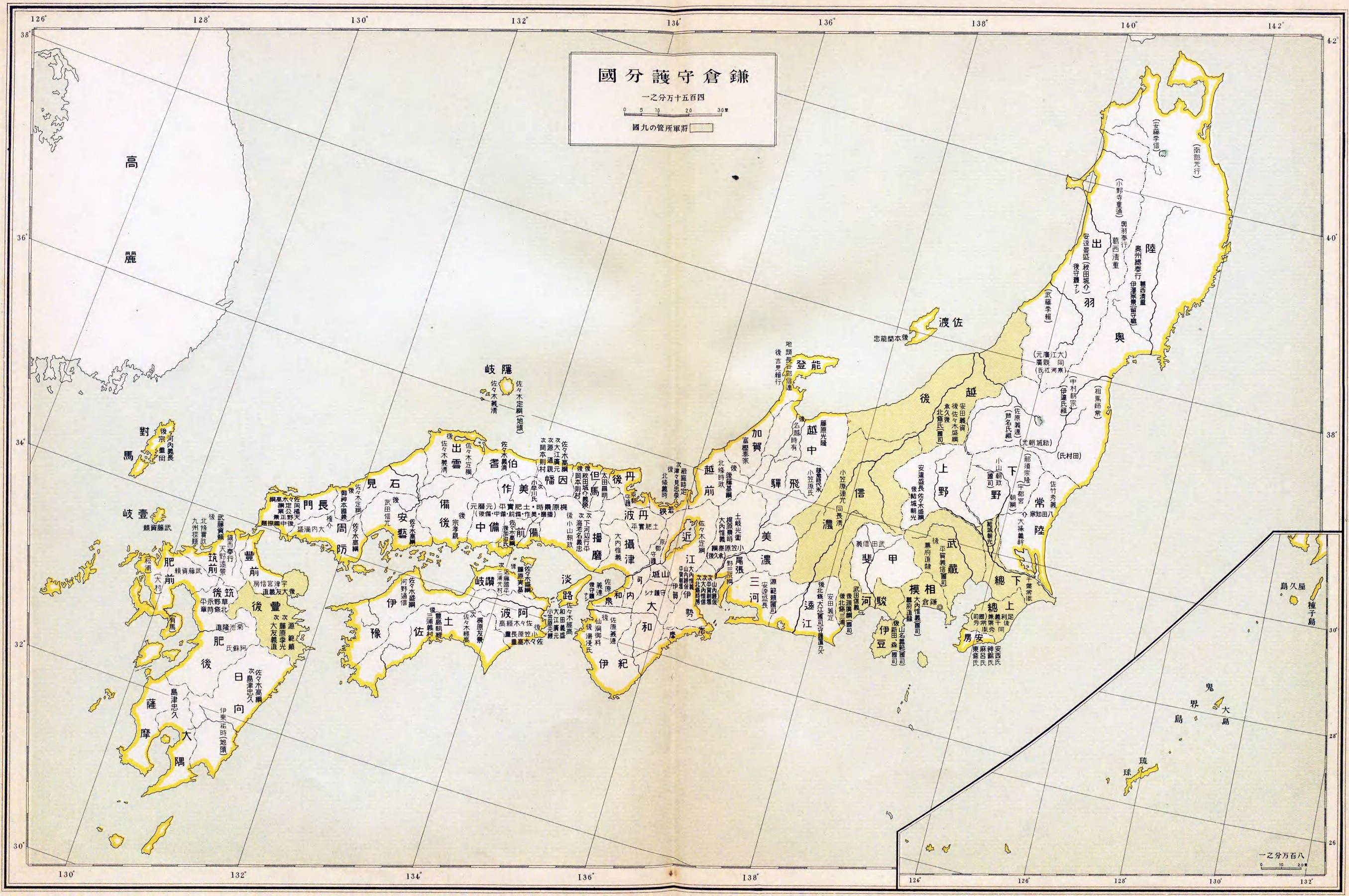
가마쿠라 시대의 슈고 배치도.

헤이안 시대 후기에 이르러 일본 국내의 치안 유지 등을 위해 고쿠시가 힘 있는 재지(在地) 무사를 고쿠가(國衙) 소속의 고쿠슈고닌(国守護人, 슈고닌守護人)으로 임명하였다는 견해가 있고, 여기에 따르면 헤이안 시대 후기에 고쿠슈고닌이 가마쿠라 시대 슈고의 기원이 되었다고 생각되고 있다.
가마쿠라 시대의 슈고가 처음 등장하는 것은 지쇼 4년(1180년) 10월 후지 강의 전투(富士川の戦い) 직후에 미나모토노 요리토모(源頼朝)가 가이 겐지(甲斐源氏)의 다케다 노부요시(武田信義)를 스루가 슈고(駿河守護)、야스다 요시사다(安田義定)를 도토미 슈고(遠江守護)로 임명하였다는 《아즈마카가미》(吾妻鏡) 10월 21일조 기록이다. 이 단계에서는 요리토모의 세력이 아시가라(足柄) 서쪽에는 미치지 못하고 있었으므로 《아즈마카가미》의 편찬자에 의한 곡필로 생각되지만, 요리토모의 세력권이었던 간토 남부에서는 일찍부터 설치되어 있었다고 생각되고 있다. 그 뒤 요리토모 정권의 세력이 서상(西上)함에 따라 슈고의 설치는 사이고쿠(西国)로까지 확대되기에 이른다. 당시의 슈고는 소쓰이부시(惣追捕使)라고도 불리며, 국내의 병량 징발이나 병사 동원 등을 주요 임무로 삼고 있었다. 가지와라노 가게토키(梶原景時)와 도이 사네히라(土肥実平)는 하리마(播磨) ・ 미마사카(美作) ・ 비젠(備前) ・ 빗추(備中) ・ 빈고(備後) 5개 구니의 소쓰이부시로 보임되어(《아즈마카가미》 겐랴쿠 원년 2월 18일조), 미나모토노 노리요리(源範頼)의 군과 함께 헤이케 추토에 참가하였다. 겐랴쿠(元暦) 2년(1185년)에 헤이케가 멸망하고 추토가 종료되고, 요리토모는 고시라카와 법황(後白河法皇)에게 여러 구니의 소쓰이부시를 정지할 것을 아뢰었다(《햐쿠렌쇼》百錬抄 6월 19일조).
같은 해 11월 호조 도키마사(北条時政)의 주청으로 미나모토노 요시쓰네(源義経) ・ 미나모토노 유키이에(源行家)의 추토를 목적으로 고키(五畿) ・ 산인(山陰) ・ 산요(山陽) ・ 난카이(南海) ・ 사이카이(西海) 5개 도의 여러 구니에 구니지토(国地頭)를 설치한다는 칙허가 나왔다(분지 칙허文治の勅許). 구니지토에는 장원(荘園) ・ 고쿠가령(国衙領)에서 단별(段別) 5되의 병량미 징수와 전지 지행권(知行権) ・ 구니 내의 무사의 동원권 등 강대한 권한이 주어졌는데, 장원영주의 반발을 사서 이듬해 3월에 정지되었고 도키마사는 군사 ・ 검단(検断) 관계를 직무로 하는 소쓰이부시의 지위만을 유지하였다(《아즈마카가미》 3월 1일, 2일, 7일조). 나아가 유키이에나 요시쓰네 당여가 차례대로 추토되면서 6월에는 기나이 주변 구니에서 소쓰이부시가 정지되었다(《아즈마카가미》 6월 21일조). 조정은 소쓰이부시에 대해서 「세상이 평정될 동안」(世間落居せざるの間, 아즈마카가미 3월 7일조)라고 유보조건을 붙여서, 이 시기의 슈고는 전시나 긴급 상황에 임시로 군사지휘를 맡고 평시로 돌아가면 정지되는 것이 당연하다고 인식되고 있었던 것으로 추측된다. 요리토모의 여러 구니에서의 슈고권(守護権)이 공식적으로 인정된 것은 겐큐 2년(1191년) 3월 22일의 겐큐 신제(建久新制)에 따라 항구적인 제도로 바뀌어, 여러 구니마다 설치된 직책은 슈고、장원 ・ 고쿠가령에 설치된 직책은 지토로써 구별되어 가마쿠라 시기의 슈고 ・ 지토 제도가 본격적으로 시행되게 된다. 당초의 요리토모 정권의 실질적인 지배가 미치는 지역은 일본 동쪽 거의 절반 정도에 한정되어 있었고 기나이 서쪽 지역에는 고토바 상황(後鳥羽上皇)을 중심으로 하는 조정이나 지샤(寺社) 세력이 강해서 고토바 상황의 명으로 슈고직이 정지되고, 오우치 고레요시(大内惟義, 히라가 도모마사平賀朝雅의 친형)가 기나이 주변 7개 구니의 슈고로 보임되는 등 간섭 정책이 계속 시행되었다. 이러한 간섭을 배제할 수 있게 된 것은 조큐의 난 이후였다.
그 뒤 슈고의 직무 내용이 차츰 명확해져갔고, 조에이(貞永) 원년(1232년)에 제정된 고세이바이시키모쿠(御成敗式目)에서 슈고의 직무는 군사 ・ 경찰적인 직무인 대범(大犯) 3개 조의 검단(고케닌의 의무인 가마쿠라 ・ 교토에서의 오반야쿠大番役의 재촉、모반자에 대한 수색 및 체포, 살해 범죄자의 수색 및 체포)과 오반야쿠의 지휘 감독에 한정되었고, 고쿠시의 직권인 행정에 대한 관여나 고쿠가령의 지배가 금지되었다. 그러나 슈고가 국내의 지토나 재청관인(在庁官人)을 가신으로 삼으려는 움직임은 존재했고, 이러한 슈고에 의한 재지 무사들의 가신화는 차츰 무로마치 시대에 한 층 더 진전하게 된다.
가마쿠라 시대 중기 이후에는 호조 일문에 의한 슈고직의 독점화가 진행되었다. 이것은 호조 도키요리(北条時頼) 무렵부터 호조 본가(도쿠소得宗)에 의한 정치의 전제화, 다시 말해 도쿠소 전제(得宗専制)가 확립됨에 수반한 것으로 호조 일문의 슈고고쿠(守護国)는 가마쿠라 초기인 1200년대 무렵에 2개 구니(다른 집안 36개 구니, 슈고가 설치되지 않은 곳은 4개 국), 1250년대 무렵에는 17개 구니(다른 집안 24개 구니、설치되지 않은 곳은 5개 구니)、1285년대 무렵에는 33개 구니(다른 집안 18개 구니, 설치되지 않은 곳은 5개 구니）、가마쿠라 막부 멸망 직전인 1333년에는 38개 구니(다른 집안 15개 구니, 설치되지 않은 곳은 5개 구니)와 가마쿠라 시대 중기를 경계로 한꺼번에 증가하고 있다. 이러한 사태는 다른 고케닌들의 불만이 쌓이는 결과를 초래해, 가마쿠라 막부가 멸망하는 한 원인이 되었다고 생각되고 있다.

### 무로마치 시대
가마쿠라 막부 멸망 뒤에 성립된 고다이고 천황(後醍醐天皇)에 의한 겐무 신정(建武新政)에서도 슈고는 고쿠시와 병치되는 형태로 제도로써 남게 되었다. 다만 신정은 거의 몇년만에 종료되었기 때문에 겐무 신정 아래서의 슈고의 실상은 상세하게 밝혀져 있지 못하다.
이어 성립된 무로마치 막부(室町幕府)도 슈고 제도를 계승하였다. 당초 슈고의 대부분은 재지 유력자가 임명되고 있었으나, 차츰 아시카가 씨(足利氏) 일문으로 교체되었고 그 지위를 유지하고 있던 것은 하리마의 아카마쓰 씨(赤松氏, 아카마쓰 노리무라赤松則村) 등 얼마 되지 않았다. 이것은 가마쿠라 시대 도쿠소 전제를 계승한 것이기도 하였다.
직권에 대해서도 가마쿠라 시대와 같이 처음에는 대범 3개 조로 되어 있었으나, 국내 통치를 한층 안정시키기 위해 조와 2년(1346년) 찰전낭적(刈田狼藉)의 검단권과 사절준행권(使節遵行権)이 새롭게 슈고의 직권으로 더해졌다. 찰전낭적은 무사들끼리의 영지 분쟁과 함께 발생하는 실력행사이고 사절준행은 막부의 판결내용을 현지에서 강제집행하는 것이었다. 이 두 가지에 의해 국내의 무사들간의 분쟁에 개입할 권리와 사법 집행의 권리 두 가지를 얻게 되었다.
분나 원년(1352년) 군사 병량 조달을 목적으로 국내의 장원 ・ 고쿠가령의 연공 절반을 징수할 수 있도록 한 반제(半済) 권리가 슈고에게 주어졌다. 당초에는 전란이 격해진 3개 구니(오미近江 ・ 미노美濃 ・ 오와리尾張)에 한정해서 인정한 것이었는데, 슈고들이 이를 자신의 구니에도 실행해줄 것을 다투어 막부에 요망하면서 반제는 항구화되게 되었다. 오안 원년(1368년)의 반제령(半済令, 지샤혼쇼료노코토寺社本所領事)은 연공만이 아니라 토지 자치의 분할을 인정하는 내용으로 슈고에 의한 장원 ・ 고쿠가령 침탈이 현저해지게 된다. 나아가 슈고는 장원영주들과의 연공 납부 청부 계약을 맺고 실질적으로 장원 지배를 강화하는 슈고게(守護請)도 행하게 되었다. 또한 세금의 일종인 단전(段銭)이나 양별전(棟別銭)의 징수 등도 행하는 등 경제적 권능을 하나하나 강화해 나가게 되었다.
슈고는 이와 같은 강화된 권한을 배경으로 이제까지 고쿠시가 관할해 오던 고쿠가의 조직을 흡수하는 동시에 강력한 경제력을 배경으로 국내의 지토、재지영주(당시에는 고쿠진国人이라 불렸다), 나아가 유력 묘슈(名主) 등을 가신으로 끌어들였다. 이러한 움직임을 피관화(被官化)라고 부르는데, 이렇게 슈고는 토지 지배나 인신 지배 모두에 있어서 국내에서 영역별로 균일한 영향력을 차츰 미치게 되었다. 이러한 무로마치 시대의 슈고의 형태는 군사 ・ 경찰적 권능만을 가진 가마쿠라 시대의 슈고의 그것과는 크게 달랐고, 무로마치 시대의 슈고를 가리켜서 슈고 다이묘(守護大名)라 불러서 구별하고 있다. 또한 슈고 다이묘에 의한 국내의 지배체제를 슈고 령국제(守護領国制)라고 한다. 다만 슈고 다이묘에 의한 령국 지배는 그렇게 철저하다고 할 수는 없었으며, 기나이를 중심으로 고쿠진층이 슈고의 가신이 되기를 거부한 사례는 많이 보이고 있다.
무로마치 시대 중기까지 막부에 있어서 슈고 다이묘의 권능은 비대화되었고 무로마치 막부는 말하자면 슈고 다이묘들의 연합 정권이나 다름없는 형태를 지니게 되었다. 당시의 유력한 슈고로는 아시카가 쇼군 가문의 일족인 시바 씨(斯波氏) ・ 하타케야마 씨(畠山氏) ・ 호소카와 씨(細川氏)를 비롯해 도자마(外様) 세력인 야마나 씨(山名氏) ・ 오우치 씨(大内氏) ・ 아카마쓰 씨(赤松氏) 등 몇몇 구니를 지배하는 자가 있었다. 이러한 유력 다이묘들은 막부에 출사하기 위해서 오랫동안교토에 머무르는 자들도 많았고, 령국을 떠나 있는 경우나 대부분의 분국(分国)을 차지하는 경우 고쿠진을 슈고의 대관(代官)으로 삼고 직속 가신 가운데에서 슈고다이(守護代)를 두었다. 나아가 그 슈고다이도 소슈고다이(小守護代)를 두어서 이중삼중 지배구조를 형성하게 되었다. 한편 도고쿠의 슈고는 교토가 아니라 가마쿠라 부(鎌倉府)가 있는 가마쿠라로 출사하였고, 이를 재창제(在倉制)라고 부른다.
슈고의 은전으로는 쇼군의 이름 한 글자를 하사받는 일자배령(一字拝領) 등이 있었다. 또한 슈고의 격식으로써 백산대(白傘袋) ・ 모전안복(毛氈鞍覆)를 사용하는 것이 허락되었고 슈고다이에게는 당산대(唐傘袋) ・ 모전안복(毛氈鞍覆)、도여(塗輿) 사용이 허락되었다. 또한 슈고 ・ 슈고다이와 함께 도여(塗輿)의 사용이 허락되어, 유력한 무사로써 권위성을 인정받고 있다. 간레이(管領) ・ 단다이(探題)에 이른 자나 유력 슈고에게만 허용되었던 특전으로는 야카타(屋形) 칭호와 붉은 사이하이(采配)가 허락되었으며, 야카타 칭호를 가진 자의 가신은 에보시(烏帽子)와 히타타레(直垂)를 착용하는 것이 허락되었다. 특히 가마쿠라 구보(鎌倉公方) 아시카가 가문에는 간토(関東)의 유력 무사 가운데 8개 가문으로 야카타 칭호를 받은 자를 간토하치야카타(八屋形) 등으로 불렸다.

### 센고쿠 다이묘의 출현과 센고쿠 시대의 슈고
오닌(応仁) ・ 분메이(文明)의 난을 전후해서 각지의 슈고들 사이에, 혹은 고쿠진 등의 지역 세력과의 항쟁이나 슈고 가문에 있어서 내홍이 발생하고 거기에 보조를 맞추듯 재지영주인 고쿠진(고쿠슈国衆)의 독립 지향(고쿠진 잇큐国人一揆 등)이 발생하고, 자립적인 고쿠진은 슈고와 마찬가지로 독자적인 영역 지배를 행하였다. 이러한 동향은 슈고 권위의 저하를 초래하였고, 한편으로 슈고 가문에 의한 고쿠진 지배 강화로 이어졌다. 그리고 메이오(明応) 2년(1493년)의 메이오 정변(明応の政変) 전후를 계기로 해서 저하된 권위 부활에 실패한 슈고들은 슈고다이나 고쿠진 등에게 그 지위를 빼앗기기도 하고, 거꾸로 고쿠진 지배의 강화에 성공한 슈고는 령국 지배를 한층 강화하기도 하였다.
이렇게 가마쿠라 ・ 무로마치 시대 이래의 슈고 가운데 령국 통일이나 지배 강화에 성공한 슈고 가문이나, 슈고 가문을 대신해 대두해서 슈고 가문처럼 령국 지배를 행했던 슈고다이 ・ 고쿠진은 센고쿠 다이묘(戦国大名)로 변질 ・ 성장하였고, 센고쿠 다이묘의 출현 ・ 소멸에서 「센고쿠 시대」(戦国時代)의 시대구분이 행해지고 있다. 센고쿠 다이묘의 정의에는 여러 가지 설이 있지만, 대체로 군(郡) 규모에서 1개 구니 이상의 영역을 지배하고 조정이나 무로마치 쇼군 ・ 가마쿠라 구보 등 전통적인 권력 이외에 주종관계를 갖지는 않지만 꼭 중앙정권에 의해서 보장된 권력이 아니라 독자적으로 외교와 군사 업무를 행하는 등의 요소가 지적되고 있다.
센고쿠 다이묘 가운데 기나이나 사이고쿠는 무로마치 막부의 분국(御分国)으로 슈고 가문에 출자를 두는 가문이 많았고, 반면 도고쿠에는 스루가의 이마가와 씨(今川氏)나 가이의 다케다 씨(武田氏) 등 슈고 가문 출신뿐만 아니라 슈고 가문이 아니면서도 령국을 넓혀 성장한 사가미의 고호조 씨(後北条氏)나 간토 ・ 도호쿠 지방에서는 군 규모의 지배를 행했던 지역 세력이 분립하는 등 지역적인 특징이 있었다.
「센고쿠 다이묘」에 관한 연구는 패전 이후 일본에서 실증주의 사학이 심화되어 거기에 수반해 센고쿠 시대에 있어서의 슈고의 위치에 대해서도 재검토가 이루어졌고 센고쿠 다이묘 권력의 배경에는 센고쿠 다이묘에 의한 전국법(戦国法)의 제정과 함께 슈고 권력의 존재가 지적되었으며, 가쓰마타 시즈오(勝俣鎮夫) 등에 의해 센고쿠 다이묘의 령국 지배를 하나의 「지역국가」로 보려는 시도를 행하였다.
한편으로 센고쿠 다이묘 연구에 대해 야타 도시후미(矢田俊文)、이마오카 노리카즈(今岡典和)、가와오카 쓰토무(川岡勉) 등은 센고쿠 다이묘 령국의 「지역국가」설을 부정하고 센고쿠 시대에 있어서도 무로마치 쇼군 체제나 슈고 권위는 존재했고 「센고쿠 시대」라는 개념을 15세기 반부터 개시된 무로마치 막부의 해체 과정으로 보고 16세기 초두에는 슈고 권력의 변질로 「센고쿠 다이묘」가 출현하지만 어디까지나 센고쿠 다이묘도 무로마치 쇼군 체제의 범위 내에 있다고 평가하며 센고쿠 시대의 슈고를 「센고쿠 시기의 슈고」로써 위치시키고 있다.
센고쿠 다이묘 연구는 주로 도고쿠를, 센고쿠 시대 슈고론은 기나이 ・ 사이고쿠를 중심으로 한 연구가 전개되었기 때문에 오늘날에 이르기까지 센고쿠 다이묘 ・ 센고쿠 시대 슈고의 인식에는 격차가 존재한다. 센고쿠 시대에 있어서의 슈고의 위치에도 논의가 있지만, 대체로 센고쿠 시기에는 무로마치 쇼군 체제가 일정한 영향을 미치면서도 센고쿠 다이묘는 슈고 권력을 꼭 필요로 하지는 않는 독자적인 다이묘 권력을 가지고 있었던 점이 지적되고 있다.
한편 데와 국(出羽国)의 센고쿠 다이묘인 안도 씨(安東氏)에는 당초, 에조 간레이(蝦夷管領)로써 에조치(蝦夷地, 북주北州)에도 세력을 가지고 오슈 도사미나토 히노모토 쇼군(奥州十三湊日之本将軍) 또는 도카이 장군(東海将軍)으로 칭하며 홋카이도(北海道) 남부(와타리시마渡島)에 토착한 안도 씨의 서류 가문이나 가키자키 씨(蠣崎氏, 훗날의 마쓰마에 씨松前氏)를 쇼고쿠 슈고직(上国守護職), 시타고쿠 슈고직(下国守護職), 마쓰마에 슈고직(松前守護職) 등으로 봉하는 등 막부 이외에도 슈고직이 독자적으로 설치 혹은 임명되는 사례도 예외적으로 확인되고 있다.

### 에도 시대의 슈고
무로마치 막부의 멸망 이후에는 오다-도요토미 정권이나 에도 막부(江戸幕府) 등의 통일 권력이 센고쿠 다이묘 가문이나 지역 세력을 복속시키고 주종관계를 쌓아올렸다. 에도 막부를 열었던 도쿠가와씨(徳川氏)는 무로마치 쇼군 가문과 같은 세이이타이쇼군(征夷大将軍)을 세습하였는데, 근세의 통일 권력은 주종관계를 가진 다이묘 가문을 슈고로 임관하지는 않고 그들이 소유한 영지를 주는 바쿠한(幕藩) 체제에 의한 지배를 다졌다.
막부 말기에는 아이즈번(会津藩)의 번주였던 마쓰다이라 가타모리(松平容保)가 조정을 통해 에도 막부로부터 교토 슈고직(京都守護職)에 임명되었다. 과거에도 「교토 슈고」의 직명은 존재했지만 이 경우에는 「교토슈고직」이라 칭하는 것이 정식으로 슈고직(守護職)이라는 단어를 읽는 방법도 무로마치 시대의 “슈고시키(しゅごしき)”가 아니라 “슈고쇼쿠(しゅごしょく)”로 읽는다.

## 같이 보기
- 슈고 다이묘
- 지토